# Jan Domela
Jan Domela (ou Jan Marinus Domela ou encore Johan Domela Nieuwenhuis est né le 22 août 1894, La Haye, Pays-Bas - et mort le 1er août 1973, Santa Monica, Californie, États-Unis) est un artiste et illustrateur hollandais naturalisé américain.
Jan Domela s'interesse à l'art alors qu'il est étudiant dans un pensionnat en Suisse. Alors qu'il rend visite à sa sœur en Californie, il étudie à l'école d'illustration et peinture Mark Hopkins Art Institutede Los Angeles. De retour en Hollande en 1925, il suit les cours de Rijksakademie à Amsterdam avant de compléter ses études à l'Académie Julian à Paris.
En 1928, après un retour en Californie, Domela devient le chef peintre du mat aux studios de la Paramount Pictures, et artiste en chef au département des effets spéciaux jusqu'en 1968. Créant des paysages pour la plupart des films produits par Parmount pendant plus de trente ans, il reçoit plusieurs Oscars pour son travail.
Domela expose ses propres peinture de paysages avec des sujets comme la péninsule Monterey, les Sierras californiennes, les Alpes et l'Île de Monhegan dans des lieux comme le Musée d'art du comté de Los Angeles.